# Agusan del Norte

Agusan del Nortes läge i Filippinerna

Agusan del Norte är en provins på ön Mindanao i Filippinerna. Den ingår i regionen Caraga och har 618 200 invånare (2006) på en yta av 2 591 km². Administrativ huvudort är Butuan City.
Provinsen är indelad i 11 kommuner och 1 stad.